# Шаї
Шаї — в єгипетській міфології бог урожаю винограду, виноградної лози; бог долі і бог-покровитель людини. Шаї було не тільки ім'ям бога, а й означало також приречення, долю. На противагу грецьким мойрам або римським паркам він був лише знаряддям великих богів, зокрема, бога Тота.
Шаї визначав термін людського життя. Разом з Месхенет стежив за поведінкою людини, а на суді в потойбічному світі розповідав про всі вчинки богам Великої Еннеади. Якщо загробний Суд визнавав померлого безгрішним, Шаї проводжав його душу до Полів Іалу.
Шаї мав антропоморфний вигляд. Особливо шанувався в Шасхотепі (грец. «Іпселе», араб. «Шутб»), розташованому на західному березі Нілу, в 5,5 км на південь від Ассіута.
Дружина: Месхенет.